# Ребане, Эрих Иоганесович
Эрих Иоганесович Ребане (13 марта 1922, Петроград — 17 апреля 1999, Санкт-Петербург) — российский советский живописец, член Санкт-Петербургского Союза художников (до 1992 года — Ленинградской организации Союза художников РСФСР).

## Биография
Эрих Иоганесович Ребане родился 13 марта 1922 года в Петрограде. Участник Великой Отечественной войны. Сражался на Ленинградском и Прибалтийском фронтах. Ефрейтор. Награждён Орденом Славы III степени, медалями «За оборону Ленинграда» и «За победу над Германией».
После демобилизации в 1945 году поступил на живописный факультет ЛИЖСА имени И. Е. Репина. Занимался у Бориса Фогеля, Семёна Абугова, Александра Деблера, Виктора Орешникова, Андрея Мыльникова. В 1951 году окончил институт по мастерской Виктора Орешникова с присвоением квалификации художника живописи. Дипломная работа — картина «Они голосуют за Сталина».
Участвовал в выставках с 1951 года. Писал жанровые и тематические картины, портреты, пейзажи, натюрморты. Среди произведений художника картины «Портрет врача-отоларинголога Л. Е. Ребане» (1956), «В филармонии» (1957), «В новую жизнь» (1960), «Бригада отдыхает» (1961), «Асфальтировщики», «Ручей», «Дворик рыбака» (обе 1965), «Подруги», «Подвиг лейтенанта Леонова», «Октябрь» (1971), «Ольга Гришина, мастер мягкой игрушки» (1972), «Портрет инженера-строителя Главленинградстроя И. Годырева» (1975), «Портрет ветерана войны», «Портрет лауреата Ленинской премии Т. Соколова» (1979), «Тишина» (1985) и другие.
На рубеже 80-х и 90-х годов работы Эриха Ребане в составе экспозиций произведений ленинградских художников были представлены европейским зрителям на целом ряде зарубежных выставок.
Скончался 17 апреля 1999 года в Санкт-Петербурге на 78-м году жизни. 
Произведения Э. И. Ребане находятся в музеях и частных собраниях в России и за рубежом.